# كارل جونسون (مصارع رياضي)
كارل جونسون هو مصارع رياضي سويدي، ولد في 13 نوفمبر 1883 في Grästorp ‏ في السويد، وتوفي في 6 نوفمبر 1952 في بربانك في الولايات المتحدة.

## وصلات خارجية
- كارل جونسون على موقع أوليمبيديا (الإنجليزية)
- كارل جونسون على موقع اللجنة الأولمبية السويدية (السويدية)